# Google Panda

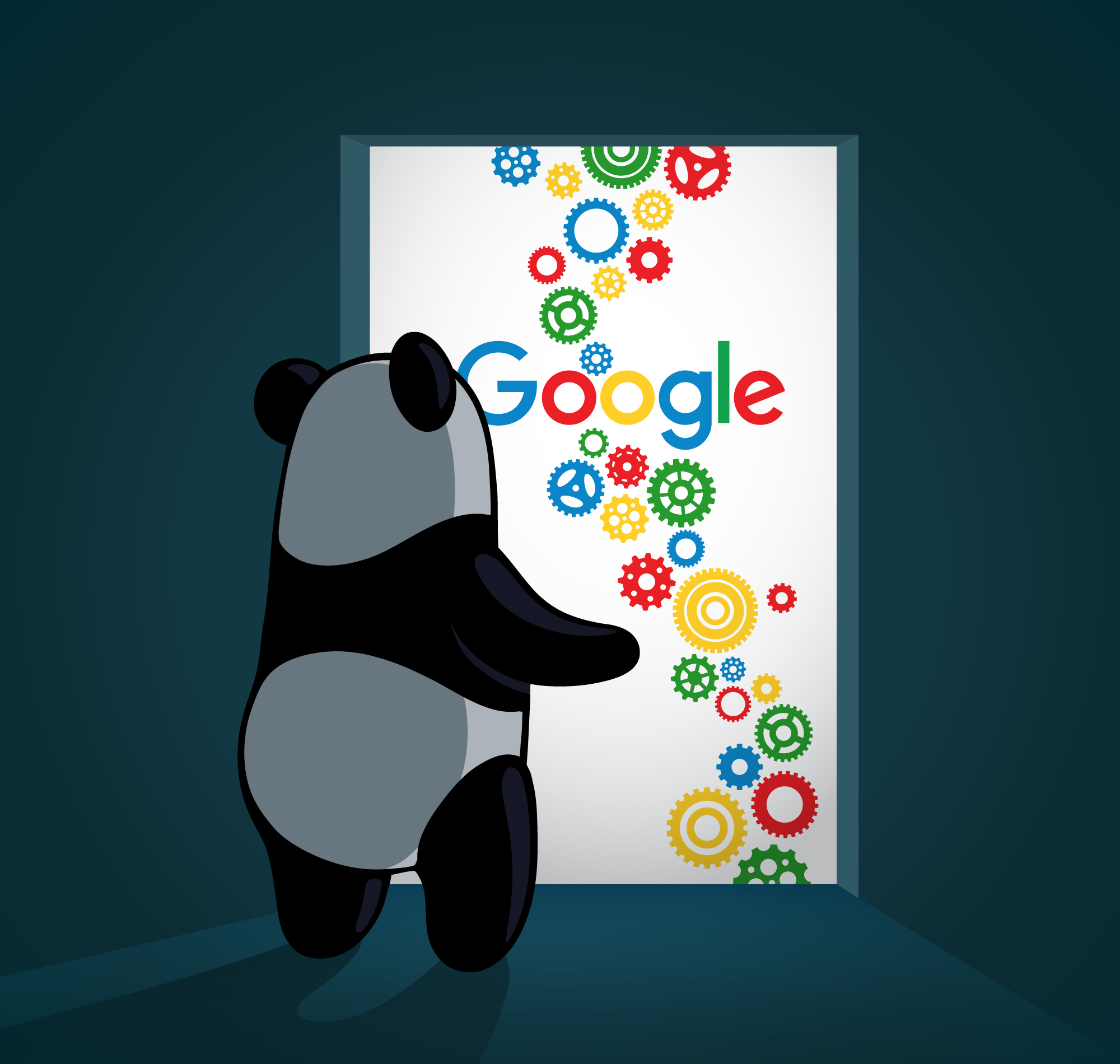
与 Google Panda 算法更新相关的插画

Google Panda算法是针对当时Google搜索结果进行排序之算法的进一步改进算法，首次发布于2011年2月。该更改旨在降低“低质量网站”（尤其是“内容农场”）的排名，从而让更高质量的网站更容易出现在搜索结果的顶部。其得名于Google的一位名为Navneet Panda的技术工程师；正是其开发的技术才使Google得以创建并实施该算法。

## 排位原理
Google Panda专利于2012年9月28日提交，并于2014年3月25日获得授权。该专利称，Google Panda算法将各个网站的反向链接与参考查询次数进行比率运算；之后，这一比率即用作这些网站在搜索结果中大致排位的一个考虑因素。这一因素即用作该网站所属网页在搜索结果中所排位置的考虑因素。如果页面所属网站的比率未能达到某个特定阈值，则该页面在搜索引擎结果页面中的排名较低。
Google Panda算法能够对整个网站或其所属特定一系列网页在搜索结果中的排名产生影响，而不是仅仅对网站所属的单个页面排位进行简单的调序。 

## 更新
Google Panda算法发布的头两年，更新大约每月推出一次。2013年3月Google称，未来更新将集成到算法中，因此虽然更新和维护不会终止，但将不会如以前那么明显。
2015年7月18日，Google发布了“缓慢更新”的Panda 4.2版本。 

## 影响与评价
CNET报道称，这一算法让新闻网站和社交网站在搜索结果中排位显著上升，而包含广告的网站的排位明显有所下降。也有分析称，Google Panda推出后影响了近12%的搜索结果排序。然而，该算法推出后不久，包括Google网站管理员论坛在内的许多网站发现，爬虫或侵犯版权的网站之排名比拥有原创内容的网站在搜索结果中更高；Google甚至因此一度公开寻求提供数据点的志愿者，以帮助更好地检测爬虫。 2016年，时任Google垃圾邮件负责人Matt Cutts针对Google Panda算法曾评论称，Panda算法让作为Google的不少合作伙伴都受到了足够大的打击，以至于Google在财报会议时都要将这一算法放在分析原因中；但他相信，将Panda算法投入使用是正确的决定，因为这将博得用户的长期信任，同时也是为了给出版商提供更好的生态系统。
2011年2月，Panda算法在首次推出后进行了一系列更新，并于2011年4月正式在全球的Google搜索中投入使用。为帮助受影响的网站开发者，Google在其博客上提供了一些针对网站质量进行自我评估的建议，其中一个包含23个要点的列表用于回答“什么才是高质量的网站？”这个问题，从而帮助网站管理员“进入Google的思维模式”。
2015年，Google Panda正式被纳入Google的核心算法中。